# Jack Johnson (boxer)
Jack Johnson, celým jménem John Arthur Johnson (31. března 1878, Galveston, Texas, USA - 10. června 1946, u Franklintonu, Severní Karolína), zvaný Galveston Giant (Obr z Galvestonu), byl americký profesionální boxer. V letech 1908 - 1915 byl mistrem světa v těžké váze jako první černoch v dějinách.

## Životopis
Narodil se v Galvestonu v rodině bývalých otroků pocházejících z Ghany. Ve škole se učil dobře, ale pro nedostatek peněz musel od dětství pracovat jako přístavní nosič. Od roku 1897 se věnoval profesionálnímu rohování a v roce 1903 se po vítězství nad Edem Martinem stal mistrem světa mezi barevnými. Bojovat o nejvyšší titul mu bylo umožněno až 26. prosince 1908, kdy porazil úřadujícího mistra světa Tommyho Burnse z Kanady. Bílí Američané vnímali jeho vítězství jako národní potupu a snažili se Johnsona sesadit z trůnu. Napřed proti němu nastoupil úřadující šampión ve střední váze Stanley Ketchel, který Johnsona dokonce poslal k zemi, ale pak byl knokautován takovou ranou, že jeho zuby zůstaly zaseknuté v Johnsonově rukavici. Jako další vyzyvatel byl vybrán bývalý mistr světa Jim Jeffries, který o šest let dříve ukončil kariéru bez jediné porážky. Zápas o titul nazývaný "Souboj století" se konal 4. července 1910 v nevadském městě Reno před 20 000 diváky ve velmi vypjaté atmosféře. Pětatřicetiletý Jeffries sice nad Johnsonem výškou a váhou dominoval, ale byl výrazně pomalejší a po celkem jednoznačném průběhu podlehl K. O. v patnáctém kole. Výsledek vyvolal rasové násilnosti po celých Spojených státech, při nichž zahynuly desítky lidí. Johnsona o titul připravil až Jess Willard 5. dubna 1915 v Havaně. Zápas konaný v obrovském vedru měl velmi vyrovnaný průběh, ale v závěru Johnson nepochopitelně zkolaboval. Nejspíš prohrál úmyslně, protože byl podplacený nebo zastrašený (rasističtí fanatici mu opakovaně vyhrožovali smrtí).
Johnsonův soukromý život byl velmi bouřlivý a poznamenaný dobou plnou předsudků vůči barevným lidem. Rád provokoval okázalým předváděním luxusu, potrpěl si na rychlé vozy a drahé obleky. Jeho manželkou byla běloška Lucille Cameronová, bývalá prostitutka. Vlastnil noční klub, kde se scházeli lidé z podsvětí, stál před soudem pro obvinění z kuplířství (až v roce 2009 zařídil texaský senátor John McCain Johnsonovo omilostnění). Odstěhoval se proto roku 1920 do Evropy, v Madridu se přátelil s Luisem Buñuelem, tehdy nadějným amatérským boxerem. Protože neuměl vycházet s penězi, vrátil se několikrát do ringu, naposledy ve svých padesáti letech. Jack Johnson za svou kariéru vyhrál 73 zápasů, z toho 40 K. O. Je řazen mezi nejlepší boxery všech dob, ačkoli ve své době býval tvrdě kritizován za defenzivní vedení boje a psychologické finty znervózňující soupeře.
V roce 1946 Jack Johnson zemřel při automobilové nehodě. V roce 1954 byl uveden do Boxerské síně slávy. V roce 1970 natočil na jeho počest Miles Davis album A Tribute to Jack Johnson. Ken Burns vytvořil dokumentární film Nezapomenutelná čerň: Vzestup a pád Jacka Johnsona. Mezi četnými obdivovateli může být zmíněn hokejový brankář Ray Emery, který má na své masce obrázek Johnsona.
| „              | Jsem mistr světa v boxu a jsem černý. Nikdy mi nedovolili, abych na to zapomněl. No tak dobře: jsem černý a nedovolím jim, aby na to zapomněli. | “ |
| — Jack Johnson | |   |